# Sentimentai
"Sentimentai" (em português: Sentimentos) é a canção que representou a Lituânia no Festival Eurovisão da Canção 2022 que teve lugar em Turim. A canção foi selecionada através de uma final nacional a 12 de fevereiro de 2022. Na semifinal do dia 10 de maio, a canção qualificou-se para a final, terminando a competição em 14º lugar com 128 pontos.